# 칼리다 해안

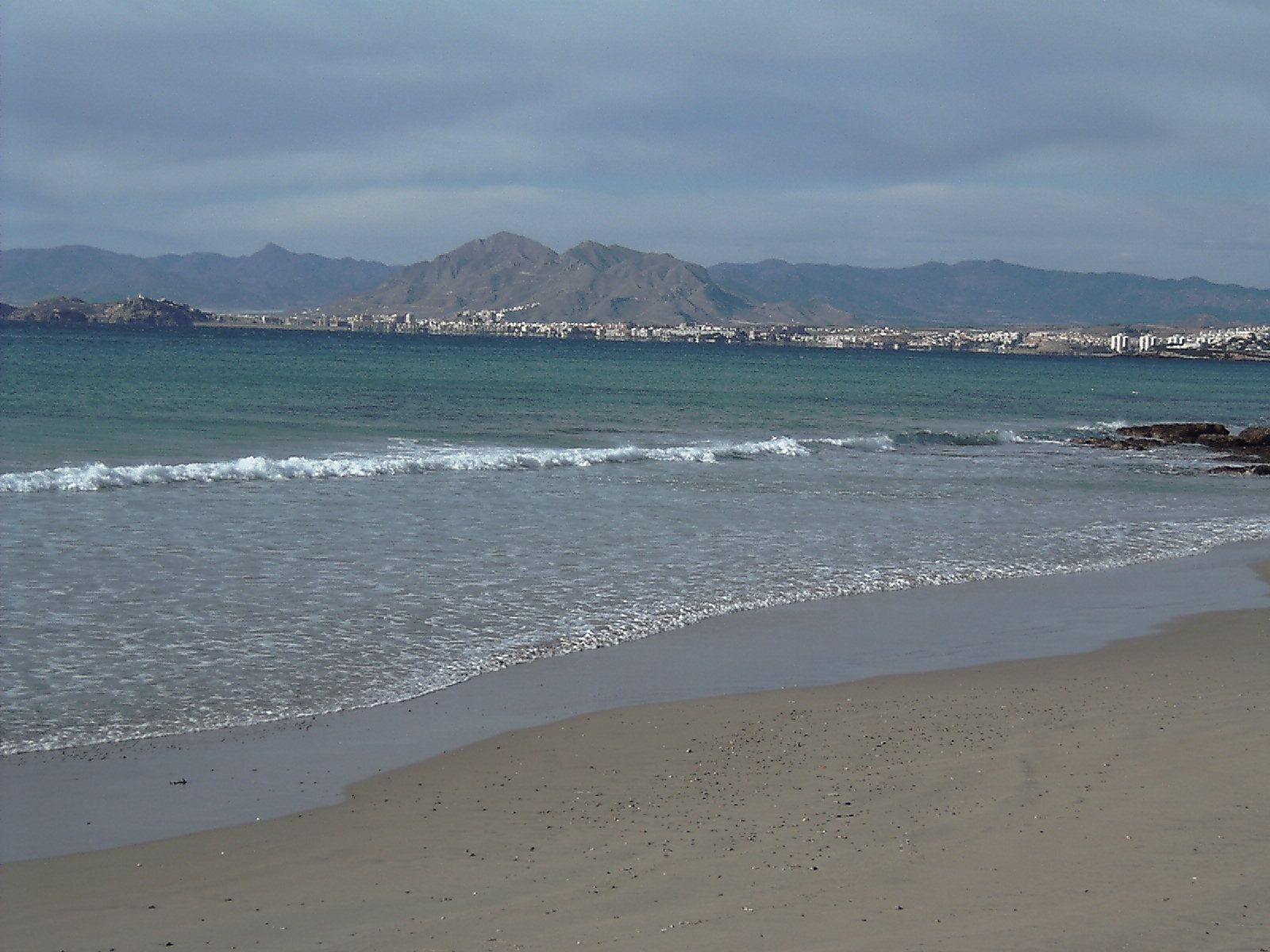
칼리다 해안

칼리다 해안(스페인어: Costa Cálida)은 스페인 무르시아 지방의 해안이다.